# Constitution bulgare de 1991
Pour les articles homonymes, voir Constitution de la Bulgarie.
Lire en ligne

Parlement : (bg) version originale, (en) traduction, (fr) traduction ;
 Université de Perpignan : (fr) traduction

Constitution de Zhivkov (1971)
La Constitution de la république de Bulgarie (en bulgare Конституция на Република България, Konstitutsiya na Republika Balgariya) est la loi fondamentale de la république de Bulgarie. La Constitution actuelle fut adoptée le 12 juillet 1991 par l’Assemblée nationale bulgare, et définit le pays comme une république parlementaire unitaire. Elle fut amendée quatre fois : en 2003, 2005, 2006 et 2007.
Il s'agit de la quatrième constitution de la Bulgarie.

## Sources
- (en) Cet article est partiellement ou en totalité issu de l’article de Wikipédia en anglais intitulé « Constitution of Bulgaria » (voir la liste des auteurs).

## Compléments